# Robert Peel
Sir Robert Peel (Blackburn, 1788. február 5. – London, 1850. július 2.) brit politikus, miniszterelnök, az angol rendőrség megalapítója.

## Élete
Peel a 19. századi angol történelem nagy formátumú politikusa. A gazdag családban világra jött fiút az édesapja politikusnak szánta, ezért Robertnek kisgyermekkorában gyakorlásképpen minden vasárnap este kétszer el kellett mondania az aznap a templomban hallott prédikációt. Peel, aki már 21 éves korában tagja volt az alsóháznak, 1809-ben a hadügyminisztériumban helyettes államtitkári megbízatást kapott. Innentől kezdve megállíthatatlanul haladt előre: rövid időn belül államtitkárrá léptették elő, majd 1822-ben Lord Liverpool kormányában belügyminiszteri tárcát kapott.
Az alaposságáról és munkabírásáról híres Peel nevéhez számtalan rendelkezés köthető. Azon túl, hogy 1829-ben létrehozta a Metropolitan Police Sevicet, a Scotland Yardot, amellyel megteremtette a ma működő angol rendőrség alapjait, reformokat vezetett be a törvénykezésben, és jelentős változtatásokat ért el a büntetőjogban. Politikai karrierjének csúcsát 1834-ben érte el, amikor IV. Vilmos brit király megvonta bizalmát a liberálisoktól, és a konzervatív párt prominens személyiségét, Robert Peelt bízta meg kormányalakítással. A közkedvelt politikusok közé tartozó Peel, aki kétszer is volt kormányfő, csak az 1840-es évek elején vesztett népszerűségéből. Kedveltsége akkor csökkent drasztikusan, amikor 7 százalékos jövedelemadót vezetett be. Peel, aki élete végégig aktívan politizált, 62 éves korában, Londonban, lovasbalesetben hunyt el.